# Hasseberg
Der Hasseberg ist der höchste Berg der niederländischen Provinz Groningen. Er hat eine Höhe von 14,2 m NAP. Er befindet sich zwei Kilometer östlich von Sellingen (Gemeinde Westerwolde) nahe der deutschen Grenze. Im Osten grenzt die Gemeinde Walchum im Landkreis Emsland an den Hasseberg.